# Our Little Visionary
Our Little Visionary è il primo album in studio del gruppo musicale statunitense Dogstar, pubblicato il 28 settembre 1996.

## Descrizione
L'album è stato registrato agli A&M Studios di Hollywood, in California. È stato pubblicato pochi mesi dopo l'EP Quattro Formaggi, inizialmente solo in Giappone. Si compone di 12 tracce, tra cui una cover di No Matter What dei Badfinger e il singolo Honesty Anyway, già presente nell'EP Quattro Formaggi.

## Tracce
1. Forgive – 1:59
2. Our Little Visionary – 3:03
3. No Matter What – 2:59 (Badfinger)
4. Breathe Tonight – 3:00
5. Nobody Home – 3:37
6. History Light – 6:03
7. Honesty Anyway – 3:20
8. And I Pray – 3:46
9. Enchanted – 3:14
10. Bleeding Soul – 3:47
11. Goodbye – 4:19
12. Denial – 1:51

## Formazione
- Bret Domrose – voce, chitarra
- Keanu Reeves – basso, cori
- Robert Mailhouse – batteria, percussioni, cori